# (35002) 1978 VY8
(35002) 1978 VY8 est un astéroïde de la ceinture principale d'astéroïdes découvert en 1978.

## Description
(35002) 1978 VY8 a été découvert le 7 novembre 1978 à l'observatoire Palomar, situé au nord de San Diego en Californie, par Eleanor Francis Helin et Schelte J. Bus.

### Caractéristiques orbitales
L'orbite de cet astéroïde est caractérisée par un demi-grand axe de 3,6 ua, un périhélie de 2,94 ua, une excentricité de 0,04 et une inclinaison de 10,21° par rapport à l'écliptique. Du fait de ces caractéristiques, à savoir un demi-grand axe compris entre 2 et 3,2 ua et un périhélie supérieur à 1,666 ua, il est classé, selon la JPL Small-Body Database, comme objet de la ceinture principale d'astéroïdes.

### Caractéristiques physiques
(35002) 1978 VY8 a une magnitude absolue (H) de 12,9 et un albédo estimé à 0,076.